# Craspedosis curvilimes
Craspedosis curvilimes là một loài bướm đêm trong họ Geometridae.